# Christopher et Heinz
Pour plus de détails, voir Fiche technique et Distribution.
Christopher et Heinz (Christopher and His Kind) est un téléfilm britannique, réalisé par Geoffrey Sax et écrit par Kevin Elyot, diffusé en 2011. Le scénario est inspiré de l'ouvrage biographique de Christopher Isherwood, Christopher et son monde, qui relate sa vie à Berlin en 1930. Le rôle principal, celui d'Isherwood, est tenu par Matt Smith ; le reste du casting se compose notamment de Toby Jones, Douglas Booth, Imogen Poots et Iddo Goldberg.

## Synopsis
À Los Angeles, en 1976, Christopher Isherwood, célèbre écrivain, commence à rédiger ses mémoires. S'ensuit un flashback qui nous ramènera en 1931, au moment où Christopher se prépare à quitter l'Angleterre pour l'Allemagne. Il y fréquentera les célèbres cabarets berlinois, fera la connaissance de son ami W. H. Auden, se liera à des personnalités hors normes, tels Wilfrid Laudauer, un juif qui observe la montée du nazisme avec inquiétude, et la belle Jean Ross, qui lui inspirera l'un de ses personnages les plus marquants - celui de Sally Bowles. Bien sûr, il rencontrera son premier grand amour, un jeune éboueur allemand à la beauté trouble, Heinz.
Mais l'ombre d'Hitler continue à s'étendre lentement sur Berlin qui profite de ses derniers moments d'insouciance.

## Distribution
- Matt Smith : Christopher Isherwood
- Toby Jones : Gerald Hamilton
- Pip Carter : W. H. Auden
- Douglas Booth : Heinz Neddermeyer
- Imogen Poots : Jean Ross
- Tom Wlaschiha : Gerhardt Neddermeyer
- Alexander Dreymon : Caspar
- Issy Van Randwyck : Fräulein Thurau
- Iddo Goldberg : Wilfrid Landauer
- Lindsay Duncan : Kathleen Isherwood
- Perry Millward : Richard Isherwood

## Production

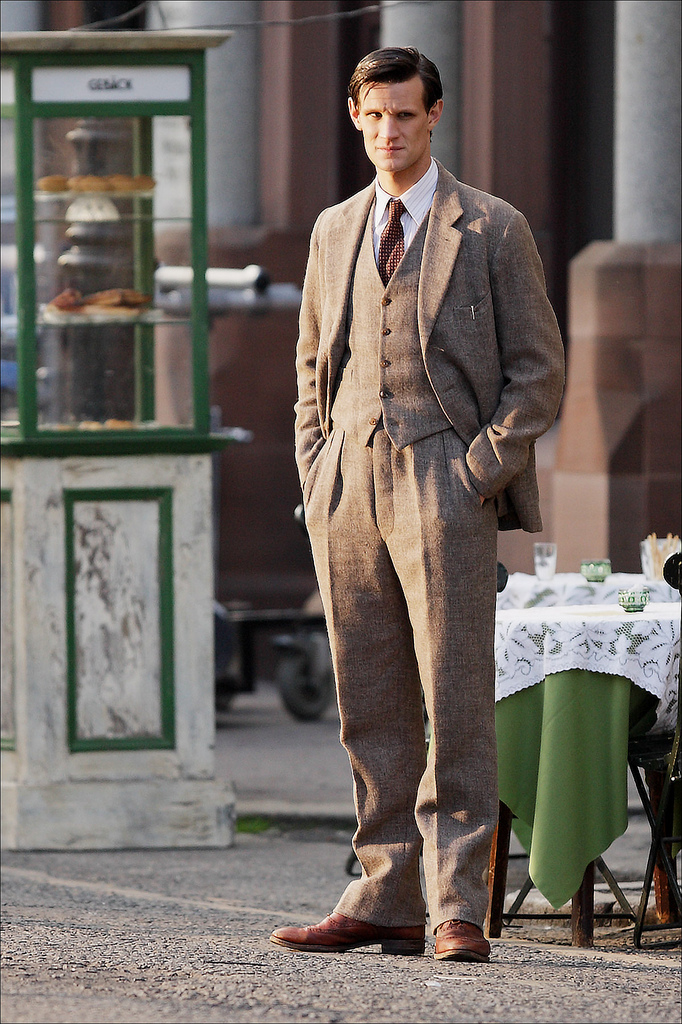
Matt Smith sur le tournage du film à Belfast.

Christopher et Heinz a été tourné à Belfast, en Irlande du Nord. Les membres du Ulster Unionist Party se sont opposés au tournage en raison des bannières ornées de grandes croix gammées, affichées sur les bâtiments. Pour éviter tout scandale, les scènes avec les étendards nazis ne pouvaient être tournées que tôt le matin ou tard le soir.
Afin de se préparer pour le rôle, Matt Smith a lu les romans d'Isherwood et regardé des séquences vidéo où l'écrivain apparaissait. Il a également rencontré le compagnon de longue date d'Isherwood, Don Bachardy, aux États-Unis. À ce sujet, il a déclaré que « voir l'amour que Don avait pour lui, être dans l'espace où Christopher avait vécu et écrit a été très enrichissant ». La BBC, dont Smith est l'une des stars via son rôle phare dans Doctor Who, a donné des instructions strictes au réalisateur. Ainsi, Smith ne devait jamais apparaître complètement nu. Geoffrey Sax a par la suite confirmé : « Ils m'ont dit que je ne devais pas montrer le Docteur les fesses nues. Ils étaient très fermes à ce sujet, même si Matt interprétait un personnage totalement différent. Ils ont investi beaucoup en lui, en tant que onzième incarnation du Docteur. Ils envisageaient de poursuivre la série avec lui, c'est pourquoi ils étaient évidemment soucieux de protéger son image. Donc j'ai répondu : "OK, vous ne verrez pas son derrière nu !" ».
L'horloge-dauphin qui apparaît dans le film est authentique : il s'agit de l'horloge qui se trouvait dans la chambre d'Isherwood, durant son périple berlinois. Don Bachardy a accepté de la prêter à la production le temps du tournage.

## Réception critique
Sam Wollaston de The Guardian a acclamé Christopher et Heinz, saluant l'excellente performance de Smith, qu'il définit comme étant « attrayante, élancée, peu recommandable, charmante, chic, intelligente et drôle » ; il compare son jeu à celui de John Hurt dans le rôle de Quentin Crisp. Il ajoute que le film est une évocation magistrale de la période pré-nazie et conclut : le film est « brillant, hautement dramatique, bien fait ».
Michael Hogan, du The Sunday Telegraph, approuve cette critique et ajoute que le film est « magnifiquement tourné, la période est recréée avec passion et est en plus dotée d'une étincelle, une touche ironique - pour ne pas mentionner certaines scènes de sexe vigoureuses - et la fin nous laisse les larmes aux yeux ». Il salue également les performances de Smith et du reste du casting.
Moins unanime, John Lloyd du Financial Times pense que les scènes de sexe homosexuelles sont déconcertantes. En outre, il a trouvé que le jeu des acteurs manquait d'intensité et affirme que les scènes entre Christopher et sa mère auraient pu être plus efficaces. Le film, a-t-il conclu, « n'est pas grand mais a été malgré tout courageusement réalisé ».